# Markéta Eriksdotter Leijonhufvud
Markéta Eriksdotter Leijonhufhud, také Markéta Leijonhufvud (Markéta Lví hlava) (1. ledna 1516, Gräfsnäs – 26. srpna 1551, Tynnelsö) byla jako druhá manželka švédského krále Gustava švédskou královnou od roku 1536 až do své smrti.

## Biografie

### Původ, mládí
Markéta se narodila jako dcera Erika Abrahamssona, člena Královské rady, a Ebby Eriksdotter, příslušnice dynastie Vasa.
Když jí byly čtyři roky, byl její otec 8. listopadu roku 1520 popraven na hlavním náměstí ve Stockholmu při tvrdých perzekucích vůči švédské šlechtě ze strany dánského krále Kristiána II., známých jako Stockholmská krvavá lázeň.

### Manželství
Manželství se švédským králem Gustavem I. Vasou uzavřela 1. října roku 1536, rok po smrti jeho první manželky Kateřiny Sasko-Lauenburské. Nová královna byla o dvacet let mladší než král.
Z jejich patnáctiletého manželství vzešlo deset potomků:
1. Jan (21. prosince 1537 – 17. listopadu 1592), švédský král od roku 1568 až do své smrti,
⚭ 1562 Kateřina Jagellonská (1. listopadu 1526 – 16. září 1583)
⚭ 1584 Gunilla Bielke (25. června 1568 – 19. června 1597)
2. Kateřina (6. června 1539 – 21. prosince 1610), ⚭ 1559 hrabě Edzard II. Východofríský (24. června 1532 – 1. března 1599)
3. Cecilie (6. listopadu 1540 – 27. ledna 1627), ⚭ 1564 markrabě Kryštof II. Bádenský (26. února 1537 – 2. srpna 1575)
4. Magnus (25. července 1542 – 21. června 1595), vévoda z Östergötlandu, nikdy se neoženil, ale měl nemanželské potomky
5. Karel (*/† 1544);
6. Anna (9. června 1545 – 3. března 1610), ⚭ 1562 Jiří Jan I. Falcko-Veldenzský (11. dubna 1543 – 18. dubna 1592), falckrabě z Veldenz
7. Sten (1546–1547)
8. Žofie (29. října 1547 – 17. března 1611), ⚭ 1568 Magnus II. Sasko-Lauenburský (1543–1603)
9. Alžběta (5. dubna 1549 – 20. listopadu 1597), ⚭ 1581 Kryštof Meklenburský (30. července 1537 – 4. března 1592)
10. Karel (4. října 1550 – 30. října 1611), švédský král od roku 1599 až do své smrti,
⚭ 1579 Maria Falcká (24. července 1561 – 29. července 1589)
⚭ 1592 Kristina Holštýnsko-Gottorpská (13. dubna 1573 – 8. prosince 1625)

Markéta vedla prostý, klidný život stranou královského dvora, trávíc dlouhý čas na královských statcích na venkově. Její soucitná povaha kontrastovala s povahou jejího manžela, podle všeho však jejich manželství bylo celkem šťastné a Markéta měla na manžela značný dobrý vliv. Byla katolického vyznání a své víře zůstala věrná, zatímco v zemi probíhala protestantská reforma a král, podporuje novou víru, připustil drancování kostelů a klášterů.
Zemřela 26. srpna roku 1551 na zámku Tynnelsö u jezera Mälaren. Pochována byla v katedrále v Uppsale, kde byl posléze pohřben i její manžel.